# 中四国レインボーネット
中四国レインボーネット（ちゅうしこくレインボーネット）は、広島テレビを中心とする中国・四国地方の日本テレビ系列7局のブロックネット番組の名称。1998年から放送していて年3～4回放送されている特別番組でほとんどが1時間の番組。
なお幹事局は持ち回りで行っており、制作・営業を行う。
2006年10月より4:3SD製作からハイビジョンでの製作に移行した。ステレオかモノラルかは放送局にもよる。
ハイビジョン製作であっても系列局によっては表示しない場合もある（四国放送はシンプルな「ハイビジョン製作」をローカル番組で表示しているがこの番組では表示しない）。

## 番組の構成
- まずオープニングは幹事局のアナウンサーとゲストが幹事局が放送対象地域としている県内の場所に登場する。
- それ以外の局の話題などは5分程度で放送する。順序はHTVが幹事局であった場合RNC（岡山/香川）→JRT（徳島）→RKC（高知）→RNB（愛媛）→NKT（鳥取/島根）→KRY（山口）の順である。但し続けて順序通りするのではなく、6局を3回に分けて2局ずつ放送し時間は10分程度である。その間に幹事局の話題を挿んで進行する。

## タイムテーブル
※2015年3月21日現在のもの。16:00放送開始の場合。回によって変動する。
| 時刻  | 放送内容                   | 備考 |
| ----- | -------------------------- | ---- |
| 16:00 | オープニング（幹事局から） |      |
| 16:10 | 系列局の情報Part1（2局）   |      |
| 16:20 | 幹事局の話題Part1          |      |
| 16:27 | 系列局の情報Part2（2局）   |      |
| 16:37 | 幹事局の話題Part2          |      |
| 16:40 | 系列局の情報Part3（2局）   |      |
| 16:50 | エンディング（幹事局から） |      |
| 16:54 | 番組終了                   |      |

## ネット局
| 放送対象地域   | 放送局                       | 系列           | 備考                                                                                |
| -------------- | ---------------------------- | -------------- | ----------------------------------------------------------------------------------- |
| 広島県         | 広島テレビ（HTV） 主要幹事局 | 日本テレビ系列 | 同時ネット                                                                          |
| 鳥取県・島根県 | 日本海テレビ（NKT）          | 日本テレビ系列 | 同時ネット                                                                          |
| 山口県         | 山口放送（KRY）              | 日本テレビ系列 | 同時ネット                                                                          |
| 香川県・岡山県 | 西日本放送（RNC）            | 日本テレビ系列 | 同時ネット                                                                          |
| 徳島県         | 四国放送（JRT）              | 日本テレビ系列 | 番組編成の関係で時差ネット。 但し四国放送が幹事局になっている場合は同時ネットとなる |
| 愛媛県         | 南海放送（RNB）              | 日本テレビ系列 | 同時ネット 但し一部番組は時差ネットになる場合もある。                               |
| 高知県         | 高知放送（RKC）              | 日本テレビ系列 | 同時ネット 但し一部番組は時差ネットになる場合もある。                               |

中四国以外の系列局でも、単発番組として放送されることがある（番販ネット）。
また番組などを放送する以外にも、中四国全県にNNN系列局が在ることを生かして、夕方ニュース番組で5分程度の特集を確保し上記7局が各県の旬の話題をHD映像で伝えるコーナー等もある（このときは『中四国7局○○特集』と題して放送している）。

## 出演者・ゲスト
- 第1回 - 第7回 松村邦洋
- 第8回 ダチョウ倶楽部
- 第9回 上島竜兵、松村邦洋、内山信二
- 第10回 松村邦洋、大東めぐみ
- 第11回 ダチョウ倶楽部
- 第12回、第13回 Take2、大東めぐみ
- 第14回 松村邦洋
- 第15回 風見しんご、山田まりや、眞鍋かをり
- 第16回 Take2、岩崎ひろみ
- 第17回 Take2、山田まりや
- 第18回 『のんびり、ゆったり・・いまどきおすすめ！究極の癒やし』山口もえ
- 第19回 ますだおかだ
- 第20回 Take2
- 第21回 オアシズ（光浦靖子・大久保佳代子）
- 第22回 『ぐるっと海道1500キロ！！海を渡れば 歌が聞こえる』（2004年5月29日）（幹事局：広島テレビ）島崎和歌子、上島竜兵、田坂るり（当時HTV）
- 第23回（幹事局：西日本放送）おさる、夏目敦子、田島寧子、井上琢己（RKC）
- 第24回 ホリ
- 第25回 『超ローカル！！3拍子グルメ列伝』（2005年3月5日）神田川俊郎
- 第26回 風見しんご、根本はるみ
- 第27回 カンニング竹山、ダンディ坂野、飛石連休、三拍子
- 第28回 オジンオズボーン
- 第29回 陣内智則、シャンプーハット、笑い飯、とろサーモン
- 第30回 神田川俊郎
- 第31回 （2006年7月22日）桂小枝、杏さゆり
- 第32回 山村紅葉
- 第33回 『中四国はキネマの天地～我がまちのロケ自慢！～』（2007年3月10日）（幹事局：四国放送）野々村真、黒瀬真奈美
- 第34回（生放送、6月9日12:00～13:30、幹事局：山口放送） 羽鳥慎一（当時NTV）、ゆうたろう
- 第35回 清水よし子
- 第36回 岸朝子、山田邦子、田坂るり（当時HTV）
- 第37回 『～ぐるり１周！中国四国名湯秘湯の旅～』（※札幌テレビは2008年12月28日1:25～2:20、青森放送は2009年3月28日14:00～14:55、秋田放送は2009年01月24日14:00～14:55）内山信二、橋本志穂、宮脇靖知（HTV）
- 第38回 『ご当地“マドンナ”イチオシ！中四国ビューティーグルメ』（幹事局：広島テレビ）アンガールズ、石橋雅子（当時JRT）、河口紗智子（観光とくしまOURフレンズ）
- 第39回 『ラ―メン、つけ麺、僕イケメン!狩野英孝の中四国イケ麺☆パラダイス!』（2008年9月27日）（幹事局：日本海テレビ）狩野英孝、河野康子（KRY）、中塚眞喜子（当時RNB）
- 第40回 『体験!中四国グルメ～旬の味を満喫～』（※日本海テレビ、山口放送は2008年12月20日15:00～15:55）ほっしゃん。、葛谷亮（当時RNC）
- 第41回 野々村真、森野熊八、野口恵（当時RNC）
- 第42回 『わが町のお取り寄せ自慢　藤岡弘、お墨付き!』（2009年5月23日16:00～16:55。※広島テレビは5月23日15:00～15:55）藤岡弘、、野口恵（当時RNC）、磯部恵美（当時RNC）
- 第43回 『ふるさとエコな再生物語　こんなに立派になりました!』（2009年9月26日）（※札幌テレビは2009年12月28日4:25～5:20、秋田放送は2010年1月10日23:30～24:24。）有吉弘行、野口恵（当時RNC）
- 第44回 『わが町のオンリー1』（2009年12月26日16:00～16:55。※高知放送は12月26日16:30～17:25）笑福亭笑瓶、野口恵（当時RNC）
- 第45回 『中四国7局イチオシ21選アイデアグルメ大賞』（2010年3月7日）（幹事局：南海放送）彦摩呂、中塚眞喜子（RNB）、菊池優（当時RNC）、長安智子（当時JRT）
- 第46回 『超ローカル!中四国とっておきご当地旅!』（2010年6月5日）にしおかすみこ、菊池優（当時RNC）
- 第47回 『平成のスゴイ人大集合！』（2010年9月4日）板東英二、菊池優（当時RNC）
- 第48回 『誰も見たことのない音楽SHOW～中四国・我が町自慢の音楽家♪～』（2010年11月13日）（幹事局：山口放送）高橋ジョージ、福谷貞夫（NKT）、脇田美代（当時KRY）、小倉星羅（当時HTV）、荻野仁美（当時RNC）、串山真理（当時NKT）、石田佳世（RKC）、中塚眞喜子（RNB）
- 第49回 『開け!`素敵な春'のトビラ!!～中四国「開運」巡り～』（2011年2月26日16:00～16:55。※日本海テレビ、四国放送は2月27日15:00～15:55、西日本放送は3月5日16:00～16:55。幹事局：高知放送）井森美幸、丸山修（RKC）、有吉都（RKC）、高井和代（NKT）、磯部恵美（当時RNC）、河野康子（KRY）
- 第50回 『中四国発!日本お初物語』（2011年11月12日16:00～16:55。※高知放送は16:30～17:25、山口放送は11月9日16:00～16:55、秋田放送は12月20日15:55～16:50。幹事局：広島テレビ）ビビる大木、ザブングル、バービー、西名みずほ（HTV）
- 第51回『第1回!?だけじゃない!グルメ☆グランプリ』（2012年9月8日16:00～16:55）いとうまい子、内山信二、武蔵、西名みずほ（HTV）、亀谷哲也（RNC）、荻野仁美（当時RNC）
- 第52回 『サバンナが行く!やっぱり商店街っておもしろい!』（2013年3月16日16:00～16:55。※高知放送は15:00～）サバンナ、丹下真奈（RNB） 、荻野仁美（RNC）、田村里絵（当時JRT・GTA）
- 第53回 『島旅!～中四国7つの離島へお手軽海外旅行～』（2013年9月28日16:00～16:55） ニッチェ、殿垣内薫（当時NKT）、堺瞳（RNC）、正木麻由（当時JRT・GTA）
- 第54回 『ご当地キャラが薦めるおもてなしの旅～おすすめサービスエリア巡り～』（2014年3月15日16:00～16:55。※高知放送は14:00～）千鳥、殿垣内薫（当時NKT）、堺瞳（RNC）、中山千桂子（当時JRT）
- 第55回 『中四国フシギな名前の料理がいっぱい～不思議亭へようこそ～』（2014年9月06日16:00～16:55。）宮本和知、有田優理香（HTV）、堺瞳（RNC）、成田弘毅（KRY）、中村衣里（KRY）、有吉都（RKC）
- 第56回 『春満開！中四国○○街道をゆく！！』（2015年3月21日16:00～16:55。）ニブンノゴ!、有吉都（RKC）、定常菜都子（NKT）、松下悠里（RNB）、小野宏樹（HTV）、堺瞳（RNC）、徳田琴美（KRY）、島川未有（JRT）